# Goddelsheim
Goddelsheim ist der nach Einwohnerzahl größte Stadtteil von Lichtenfels im hessischen Landkreis Waldeck-Frankenberg. Der Ort ist Sitz der Stadtverwaltung.

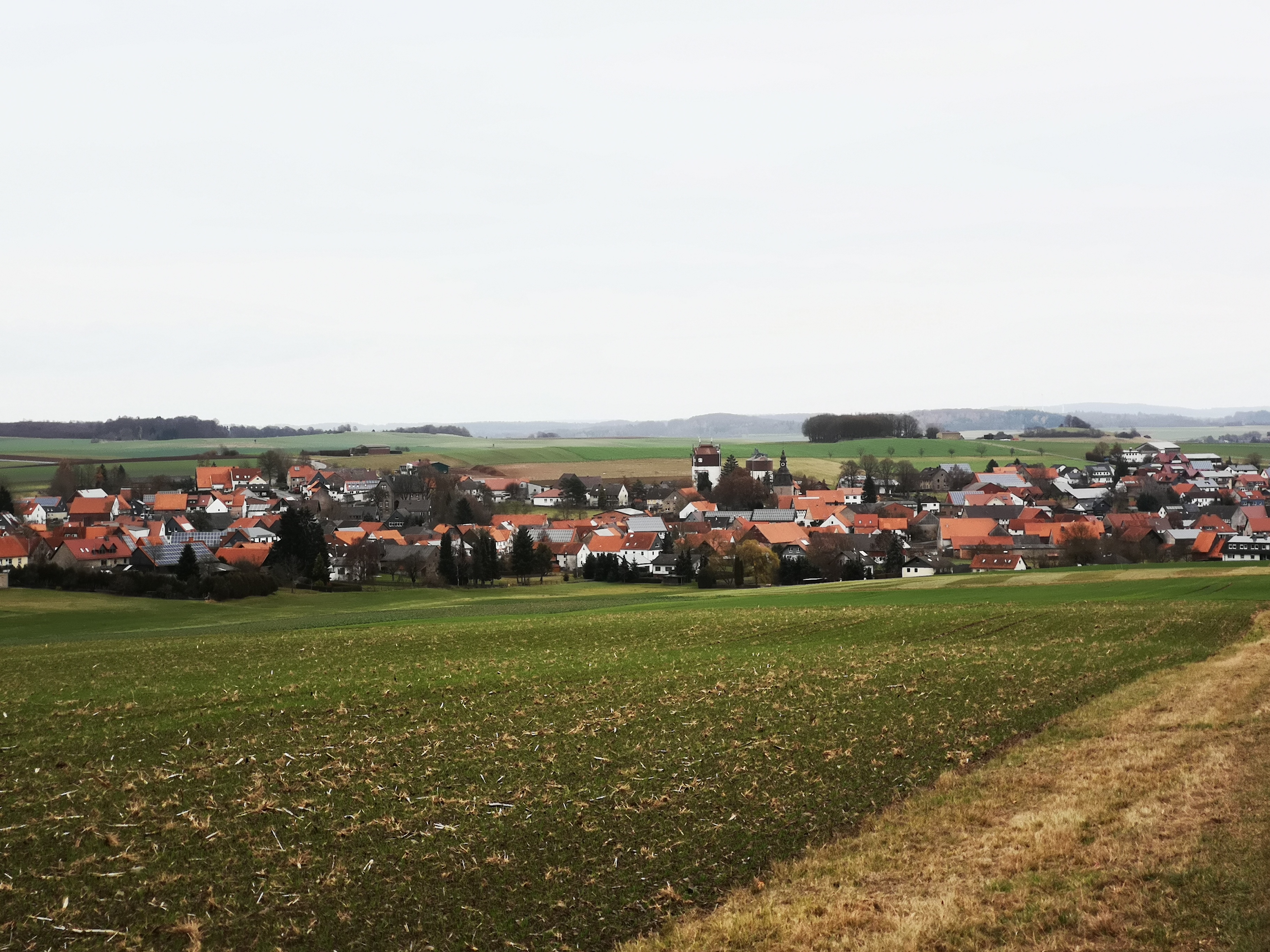
Goddelsheim, Blick auf die Ortsmitte mit Kirche

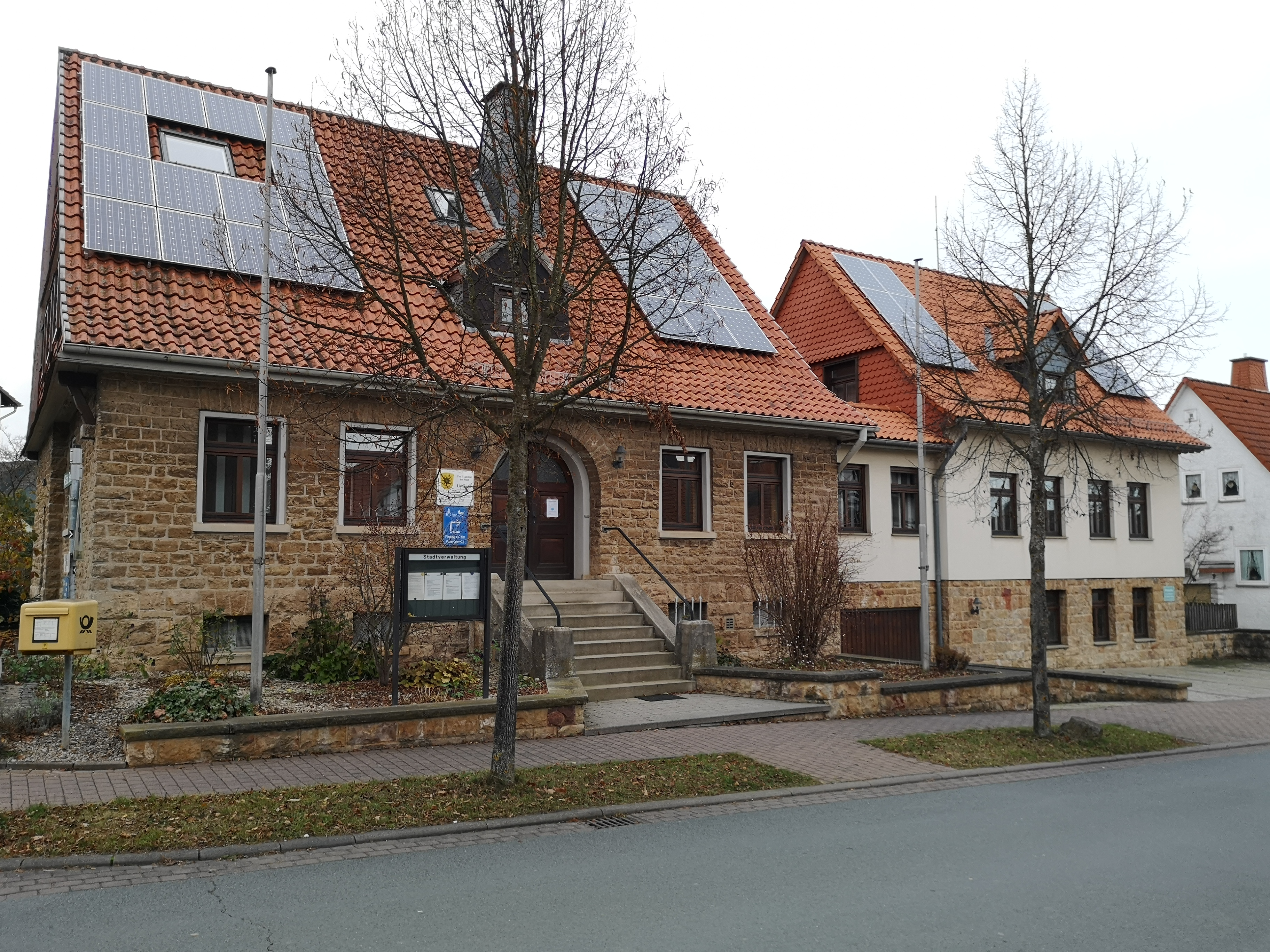
Rathaus der Stadt Lichtenfels (Hessen) in Goddelsheim

## Geographische Lage
Goddelsheim befindet sich im Korbacher Land auf dem Goddelsheimer Feld etwa 9 km (Luftlinie) südsüdwestlich der Kreisstadt Korbach. Bis zur Sperrmauer des Edersees sind es rund 25 Kilometer Fahrstrecke etwa in Richtung Osten. Durch das Dorf fließt der Heimbach.
Zum Ort gehören der Weiler Schaaken südwestlich und das ehemalige Kloster, heute Gut Schaaken, östlich des Dorfs.

## Geschichte
In einer Urkunde des Königs Arnulf aus dem Jahre 888 ist erstmals die Rede von Goddelsheim. Die Geschichte geht aber vermutlich weiter zurück. So wurden bei Ausgrabungen Gräber entdeckt, die aus Zeiten lange vor dem 9. Jahrhundert stammen. In den Jahren 1548 und 1627 versuchten die Erzbischöfe und Kurfürsten von Köln mit Gewalt, in dem evangelischen Dorf die katholische Konfession einzuführen. Am Widerstand des nahen Stiftes Schaaken, das die Patronatsrechte über Goddelsheim hatte, scheiterten jedoch die Kölner Absichten.
Von den ehemals drei Adelsgütern im Ort wurde das letzte 1904 aufgeteilt. Dennoch spielt die Landwirtschaft noch immer eine Rolle. Ferner gibt es Geschäfte, Fuhr- und Handwerksbetriebe sowie eine Bank und eine Sparkasse. Viele Goddelsheimer arbeiten jedoch nicht im Ort, sondern pendeln nach Korbach, Warburg oder Frankenberg (Eder). Elf Vereine bieten zahlreiche Möglichkeiten zur Freizeitgestaltung. Goddelsheim hat einen kirchlichen Kindergarten, eine Grundschule und ist Standort der Mittelpunktschule.

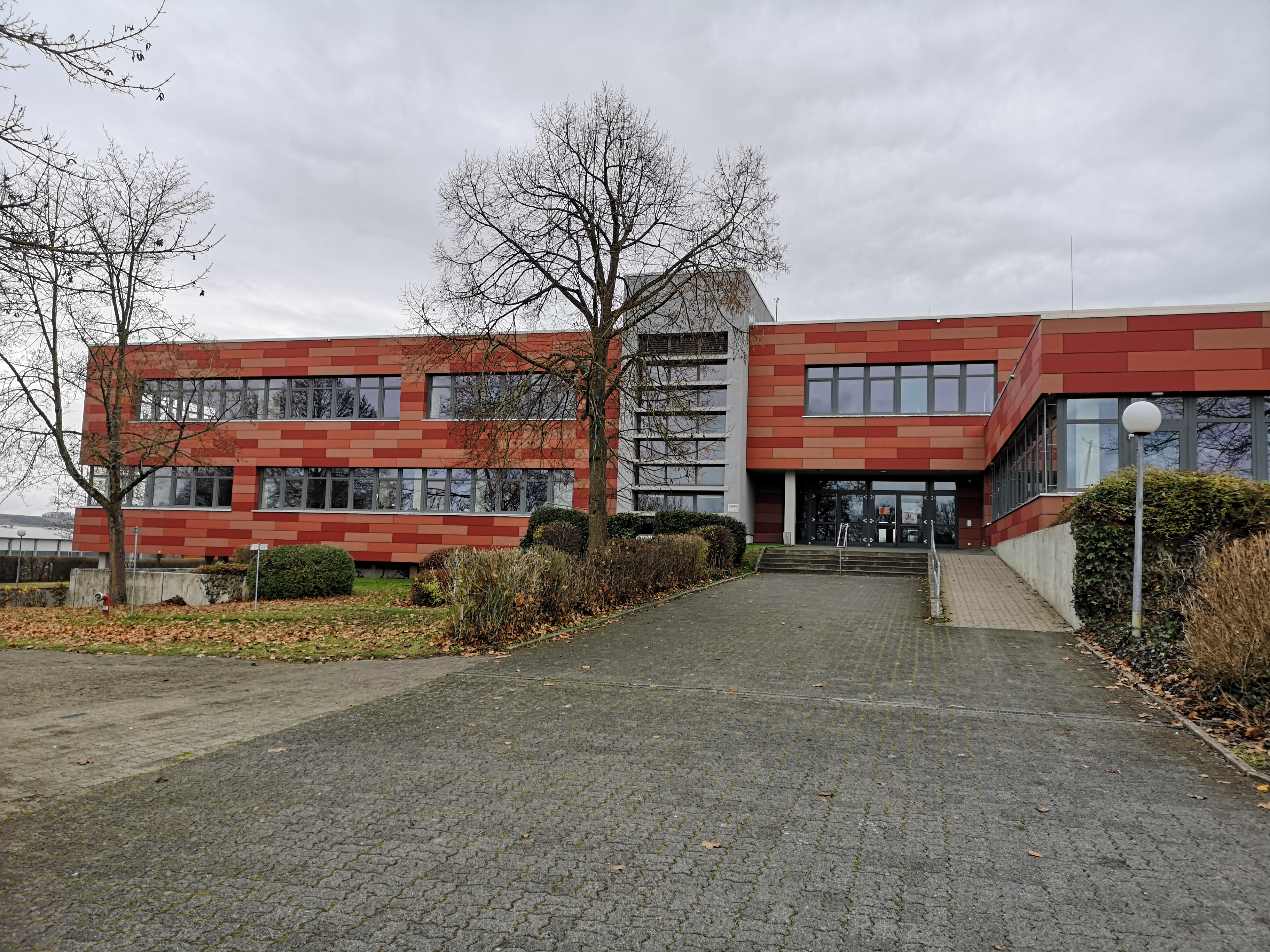
Mittelpunktschule in Goddelsheim, Haupteingang

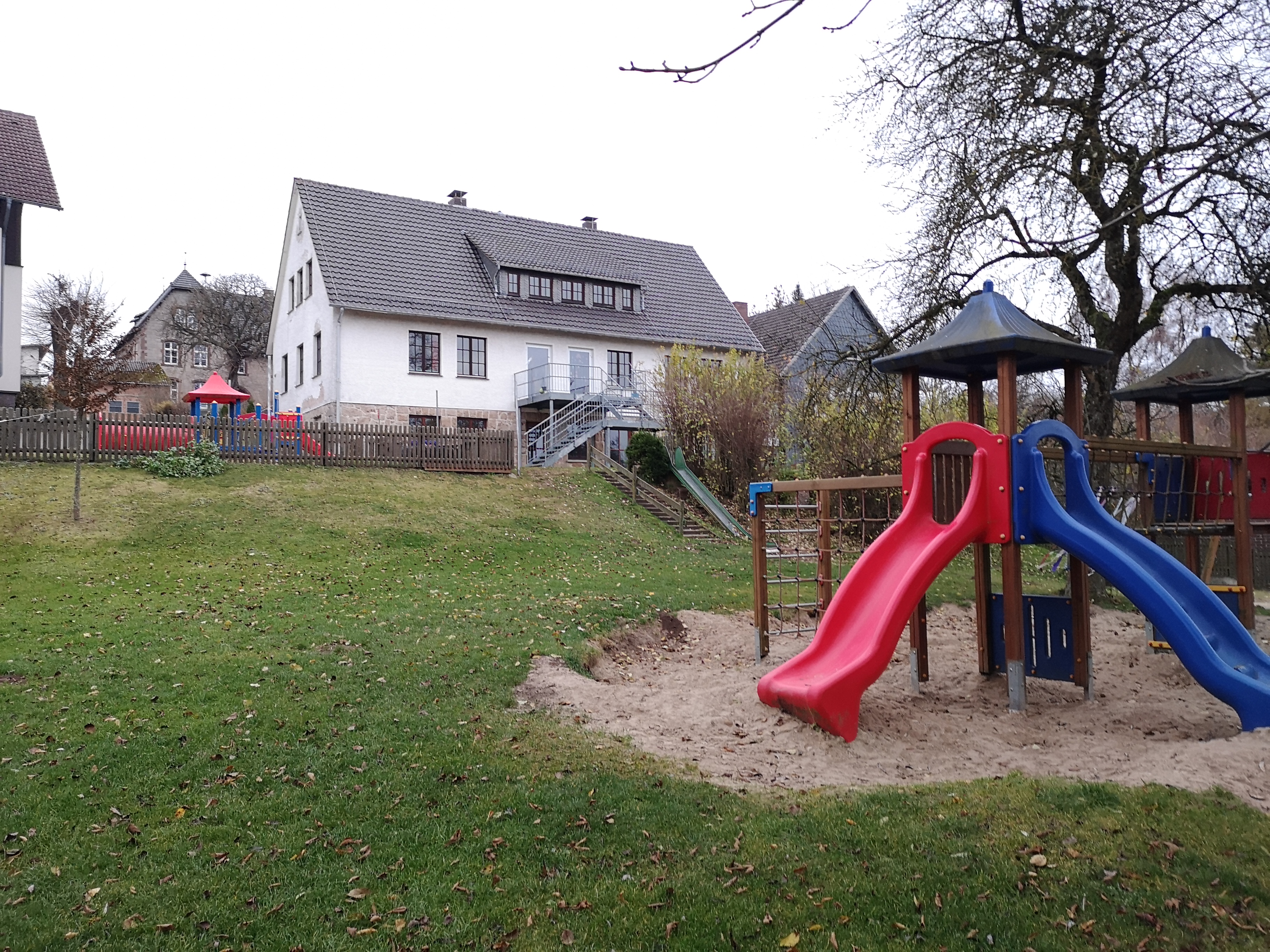
Evangelischer Kindergarten in Goddelsheim, Südansicht

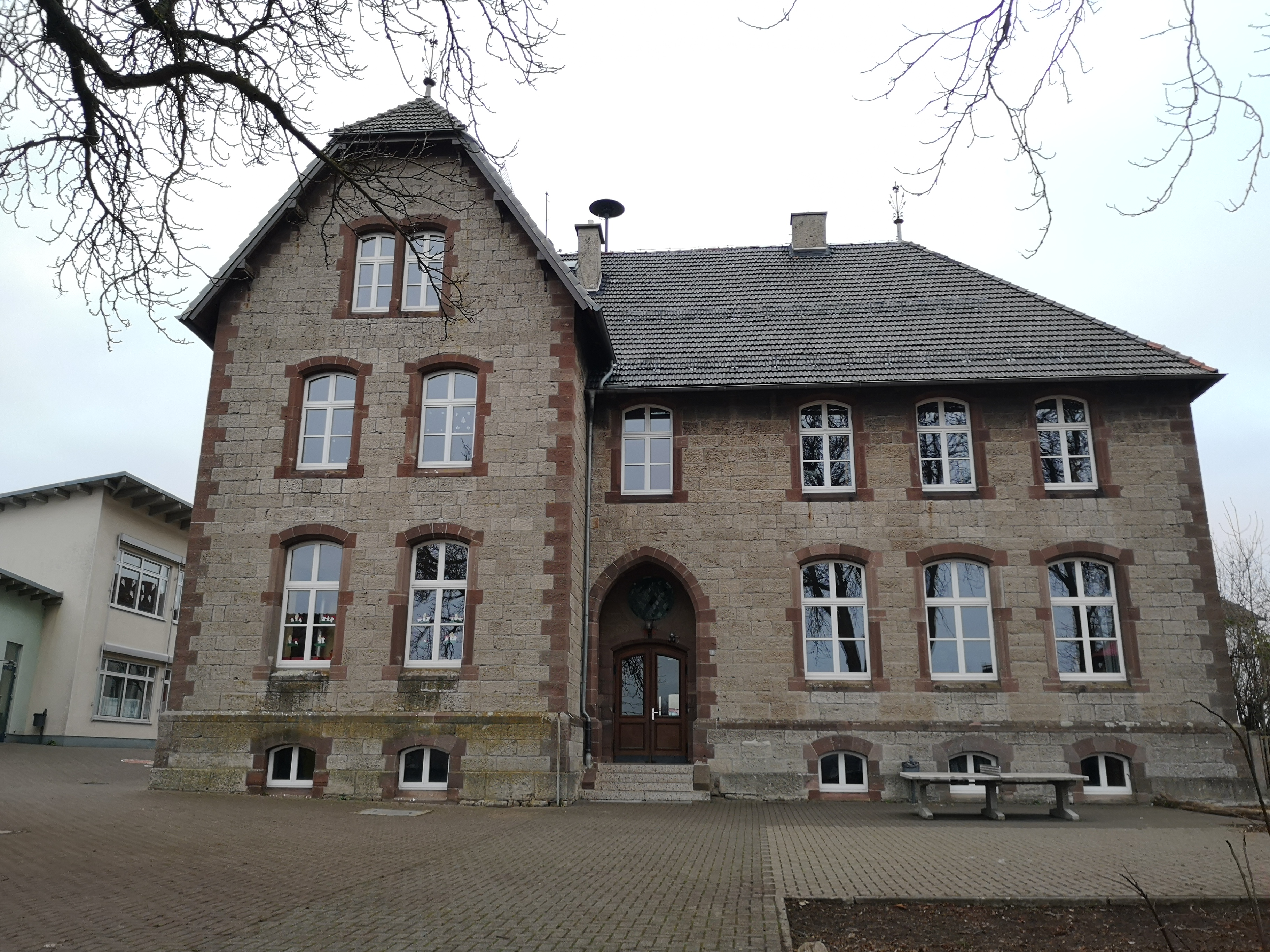
Grundschule in Goddelsheim

Am 1. Oktober 1971 bildeten Goddelsheim und sieben weitere Gemeinden die neue Stadt Lichtenfels.

### Wasserburg
Im 12. Jahrhundert hatte der Waldeckische Amtmann Heinemann von Gaugreben (auch Gogreve oder Gaugrebe) große Besitzungen in Goddelsheim, darunter auch eine Wasserburg nahe der Kirche. Das Entstehungsdatum der Burg ist nicht bekannt. Die Wasserburg diente, ebenso wie die abgegangene Burg Eschenbeck zum Schutz der Grafschaft Waldeck gegenüber dem Erzbistum Köln. Erhalten blieb ein gewölbter Keller aus Bruchsteinen und ein gotischer Torbogen.

### Burgring
Der Burgring sind die Reste einer ehemaligen Wallburg zwischen Goddelsheim und Medebach, deren Entstehung vermutlich auf karolingische oder ottonische Zeit zurückgeht. Die Anlage befindet sich westlich von Goddelsheim über dem Tal der Wilden Aar.

### Burg Eschenbeck
Die abgegangene Burg Eschenbeck befand sich westlich von Goddelsheim in einem Seitental der Aar nahe der waldeckischen Landesgrenze nach Nordrhein-Westfalen. Im Jahr 1270 war sie im Besitz der Waldecker Grafen. Von wem und wann die Burg erbaut sind, ist nicht bekannt. Sie diente ebenfalls zum Schutz der Grafschaft vor übergriffen des Erzbistums Köln.

### Jüdischer Friedhof
Mitte des 19. Jahrhunderts wurden 4,31 ar großer Friedhof angelegt. Die in den 1970er Jahren noch lesbaren Inschriften der Grabsteine (Mazewot) belegen einen Zeitraum von 1867–1916/1918.

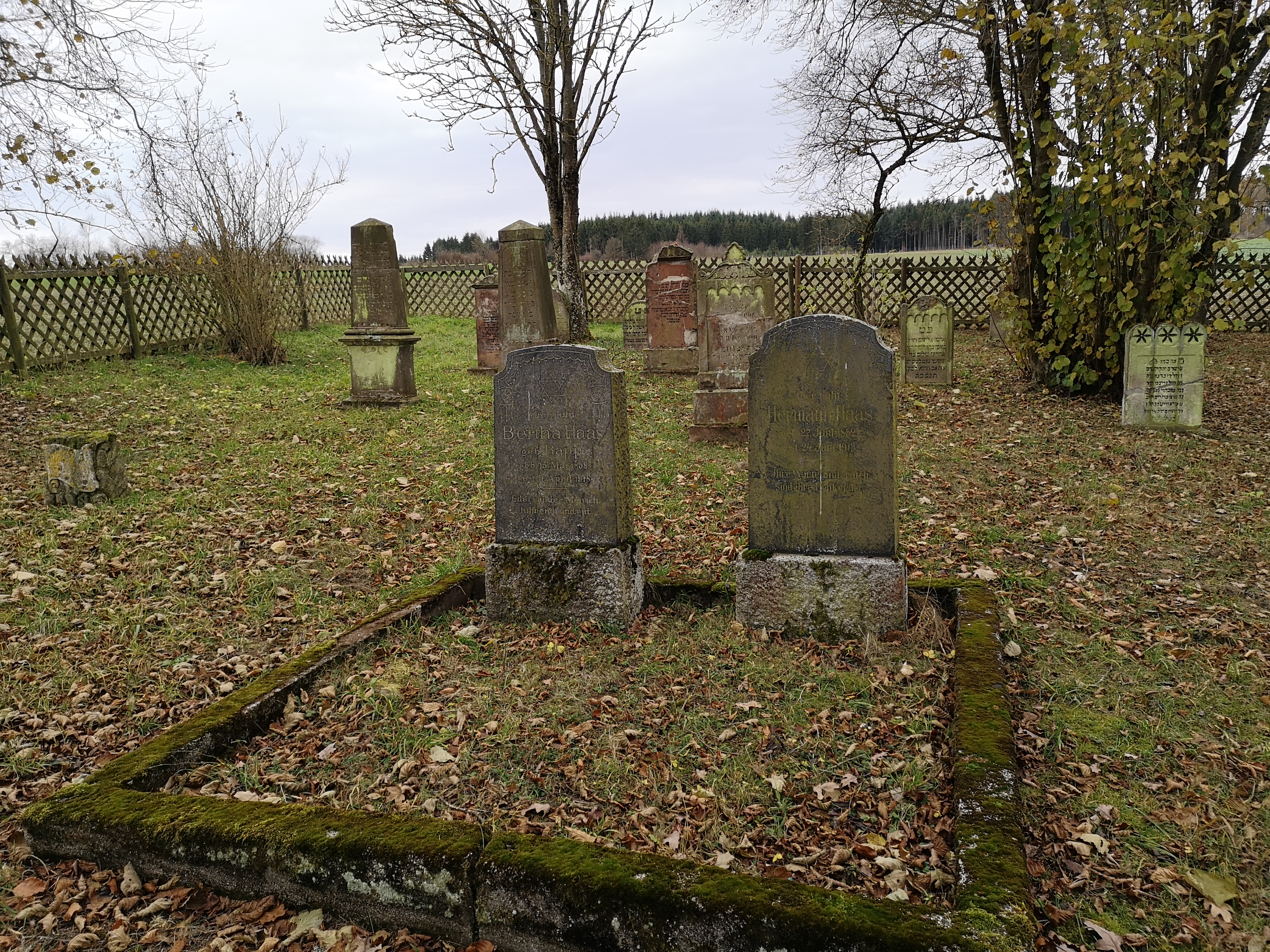
Jüdischer Friedhof Goddelsheim

## Politik
Goddelsheim ist als größter Stadtteil Sitz der Stadtverwaltung der Sammelgemeinde Lichtenfels.

### Ortsbeirat
Goddelsheim verfügt als Ortsbezirk über einen Ortsbeirat, bestehend aus sieben Mitgliedern, dessen Vorsitzender ein Ortsvorsteher ist.

## Kirche

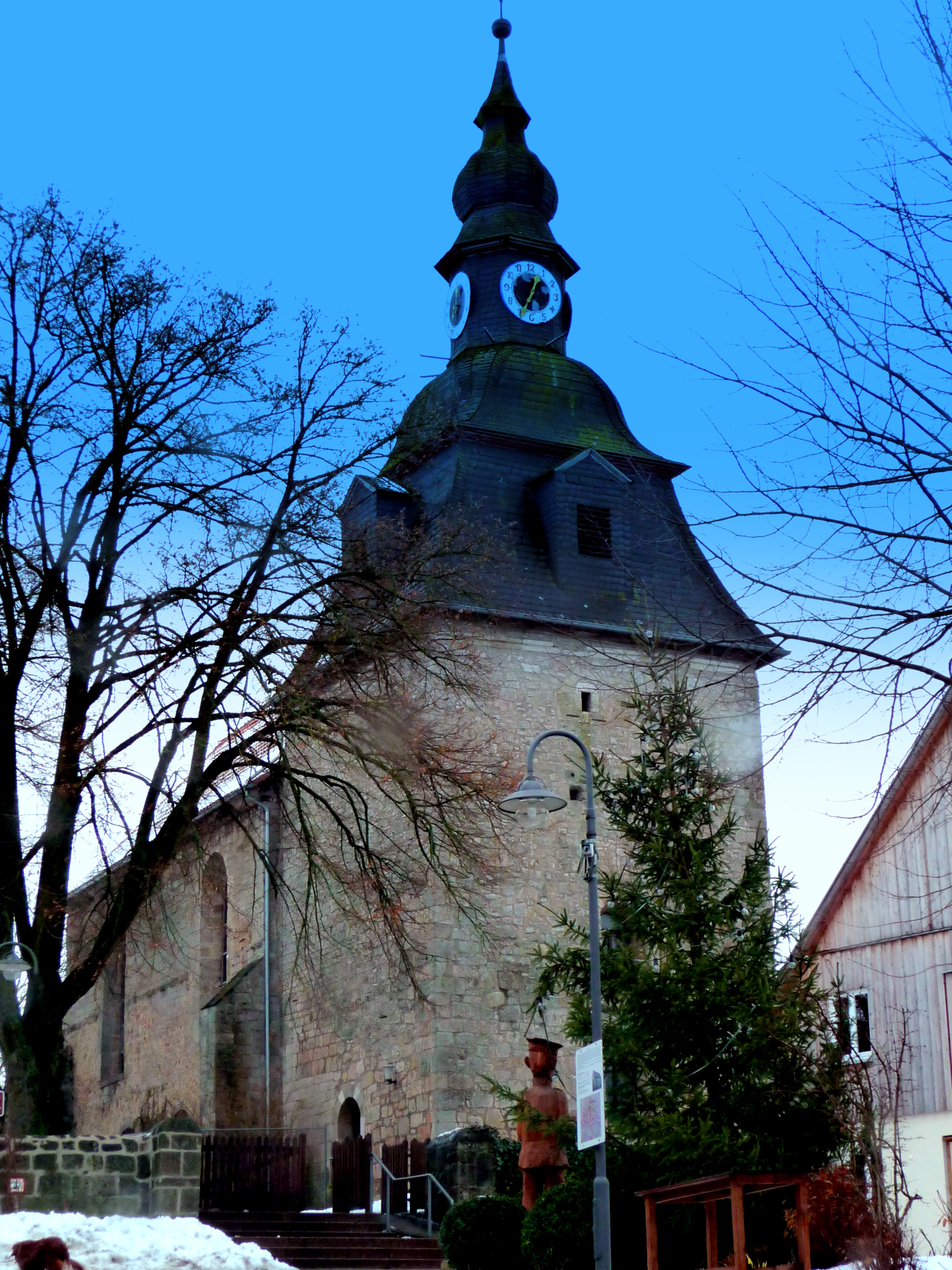
Evangelische Kirche

Die dreischiffige romanische Basilika entstand in der zweiten Hälfte des 12. Jahrhunderts als Wehrkirche. Bei einem durch einen Blitzeinschlag verursachten Brand wurde sie 1773 ein Raub der Flammen. Lediglich das Mauerwerk von Chor, Mittelschiff und Turm blieb erhalten. Die Wiederaufbauarbeiten dauerten rund zehn Jahre. Die zerstörten Seitenschiffe wurden nicht wieder aufgebaut.
Heutiger Zustand

Dem quadratischen Ostchor mit Walmdach schließt sich das höhere Kirchenschiff mit Satteldach und einem Fachwerkgiebel an. Der Turm mit quadratischem Grundriss ist nur unwesentlich höher als das Kirchenschiff. Er besitzt heute eine barocke Haube. Die Ansätze der Bögen zu den ehemaligen Seitenschiffen sind noch erkennbar. Im Jahr 1782 wurde eine umlaufende Holzempore eingebaut. Gestiftet wurde sie von der Bergwerksgesellschaft, die in Goddelsheim Kupfer und Silber abbaute: Das Bergwerksemblem, Schlägel und Eisen sowie deren Monogramm, befinden sich am Westteil der Empore. Im Innenraum ist nur noch wenig vom ursprünglichen romanischen Bestand erhalten geblieben.

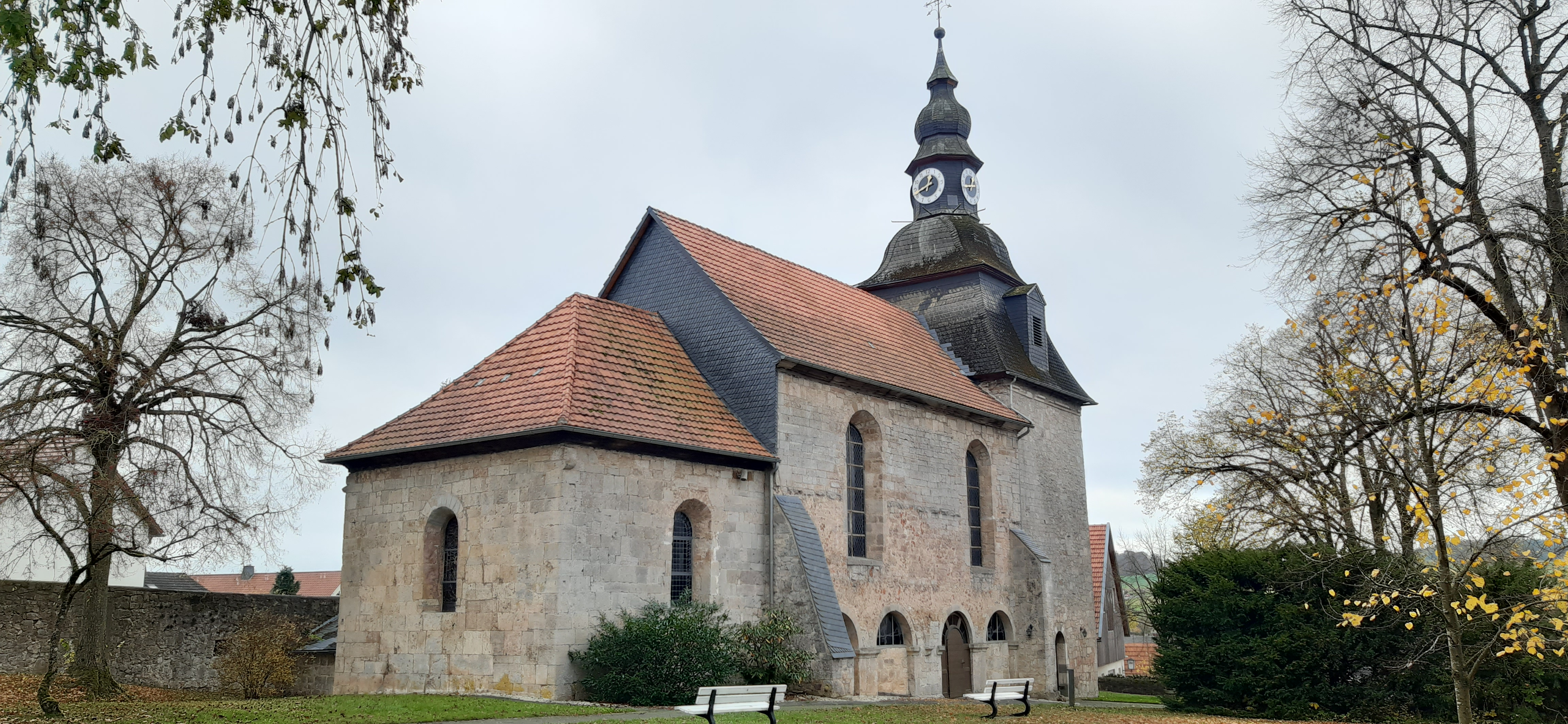
Die Kirche von Norden aus gesehen.
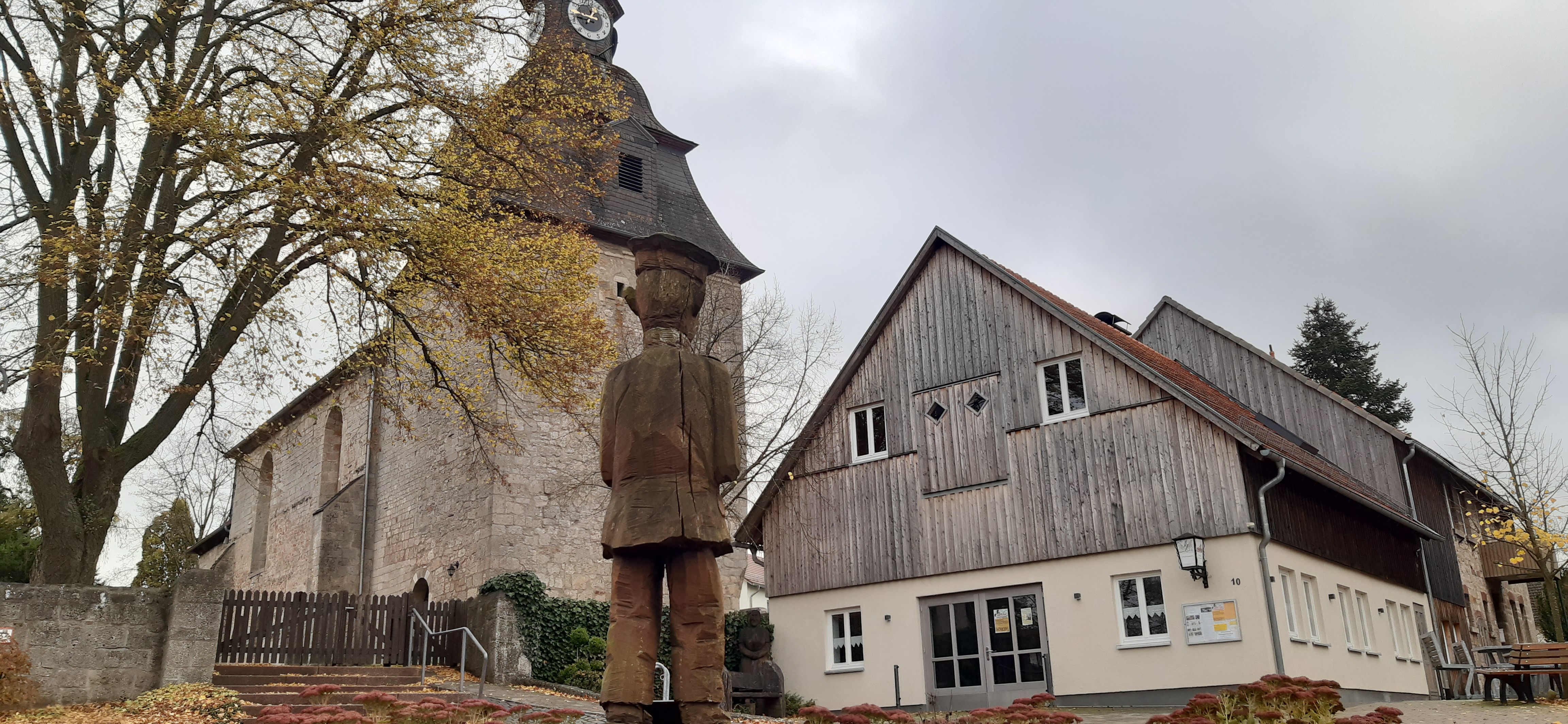
Kirche und Dorfmuseum
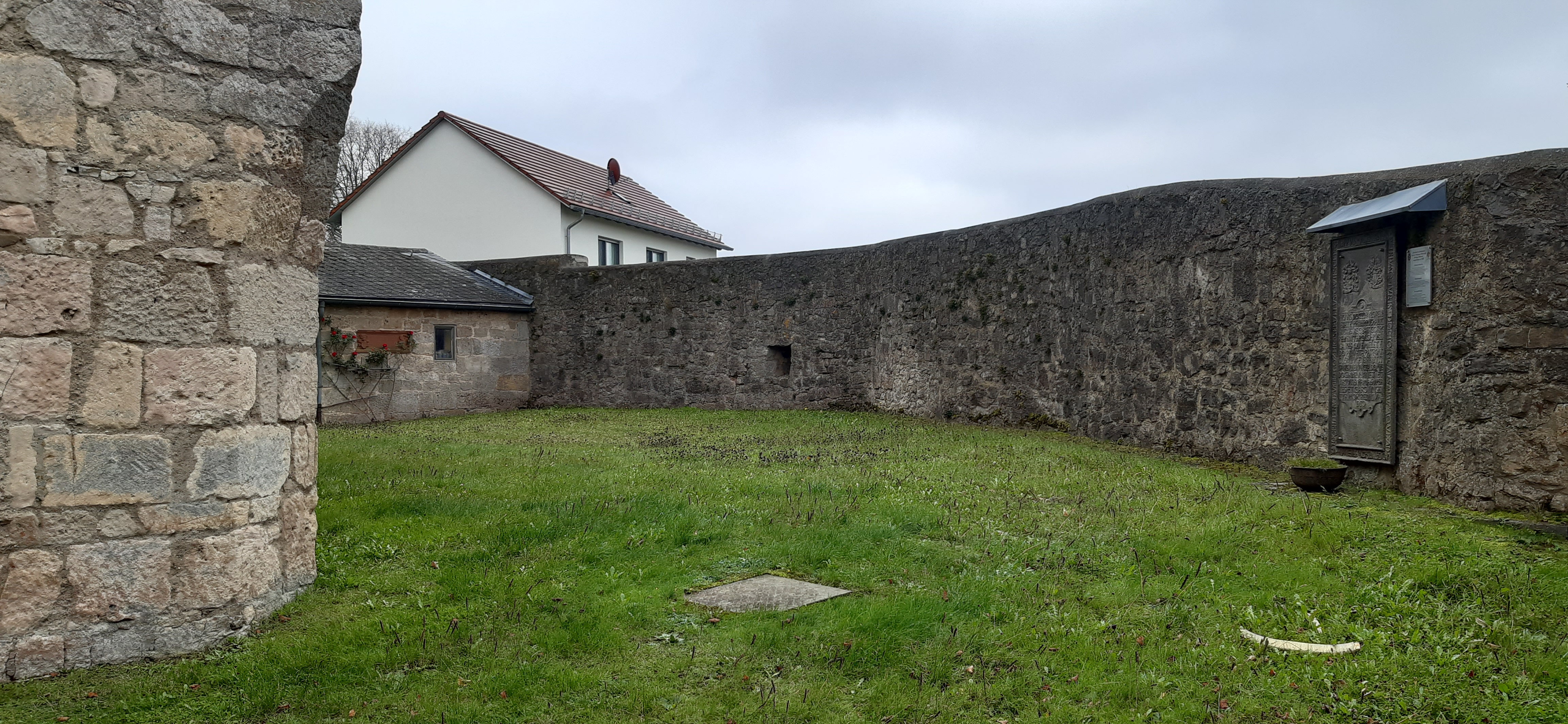
Reste der Wehrmauer der ehemaligen Wehrkirche
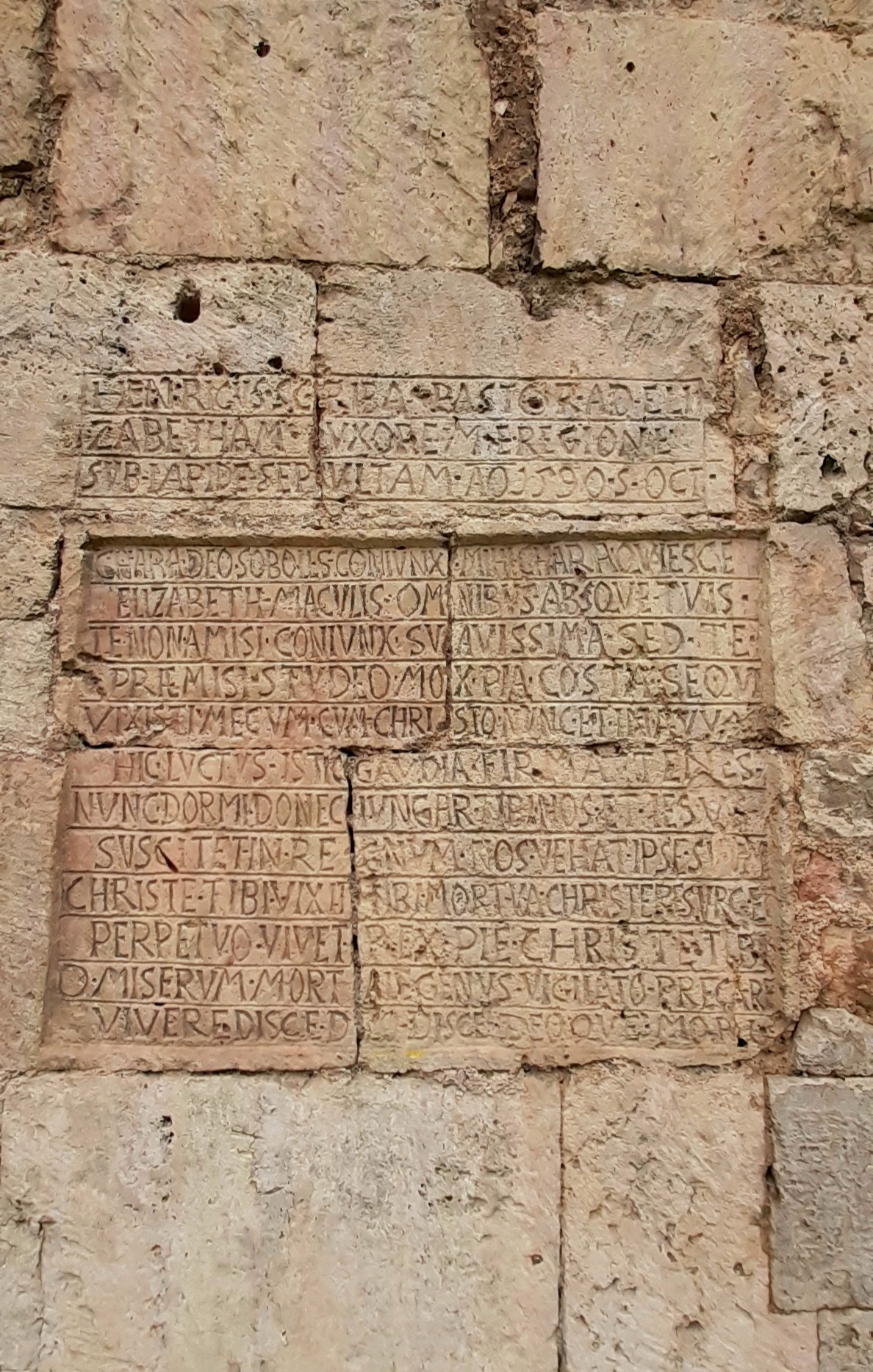
Lateinischer Totenspruch (1590) an der Nordecke der Kirche
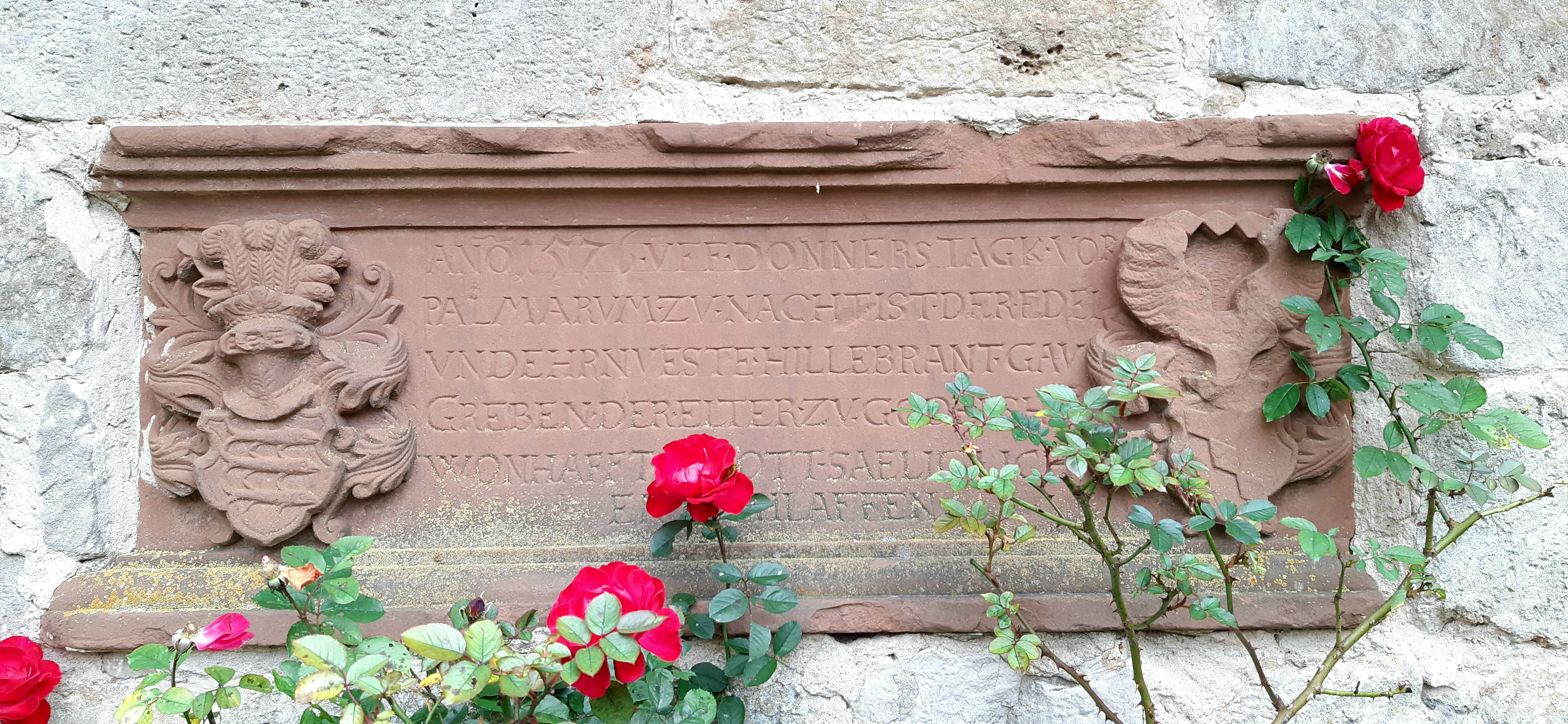
Gaugrebe-Epitaph (1576) an der Innenmauer der Wehrmauer

## Bergbau
Im 16. und 17. Jahrhundert war die bergmännische Tätigkeit im Fürstentum Waldeck sehr rege, zahlreiche Abbaustätten zeugen hiervon. In Goddelsheim wurden der Kupfer- und Silberbergbau bis etwa 1870 betrieben.

## Persönlichkeiten
- Carl Caspar von Gaugreben (1713–1767), General der Artillerie in russischen Diensten
- Georg Wagener (1802–1859), Ökonom und Politiker, Bürgermeister in Goddelsheim, Besitzer des Rittergutes Reckenberg
- Wilhelm Rieder (1893–1984), auf Gut Schaaken geborener Chirurg und Hochschullehrer
- Karl-Friedrich Stracke (* 1956), deutscher Ingenieur und Manager, ehemaliger Vorstandsvorsitzender der Adam Opel AG